# Kenyah
Les kenyahs sont une population du nord-est de l'île de Bornéo  installée dans la province indonésienne du Kalimantan oriental et dans l'État malaisien de Sarawak.

## Mode de vie et culture
Les Kenyah pratiquent traditionnellement une agriculture sur brûlis du riz  qui les amène à se déménager au bout de quelques années. Ils complètent leur alimentation avec la chasse et de la pêche. Ils vivent dans des maisons longues, habitations construites sur pilotis et abritant plusieurs familles. Celles-ci sont édifiées le long des rivières qui servent de voies de communication. La plupart des Kayans, traditionnellement animiste, se sont convertis au christianisme. Ils sont proches de l'ethnie Kayan. 

## Implantations
Au début des années 2000 on dénombrait environ 69 000 kenyahs. Une partie  d'entre eux (25 000) vit dans l'État de Sarawak (Malaisie) le long des cours supérieur de la Baram et des rivières Serap et Asap. Certains se sont sédentarisés dans les villes côtières orientales de cet État à Miri et Bintulu. Environ  69 000 kenyahsvivent dans le Kalimantan (Indonésie). Au Sarawak les Kenyahs sont rattachés à un groupe de tribus, baptisé Orang Ulu, qui partagent un grand nombre de traits culturels et vivent tous de manière traditionnelle le long des cours supérieurs des fleuves et sur les hauts plateaux intérieurs.

## Linguistique
Les langues Kenyah font partie de la vaste famille austronésienne. Selon Robert Blust elles se rattachent aux langues sarawak du Nord. Celles-ci appartiennent à l'ensemble bornéo du nord un sous-groupe du malayo-polynésien occidental. 

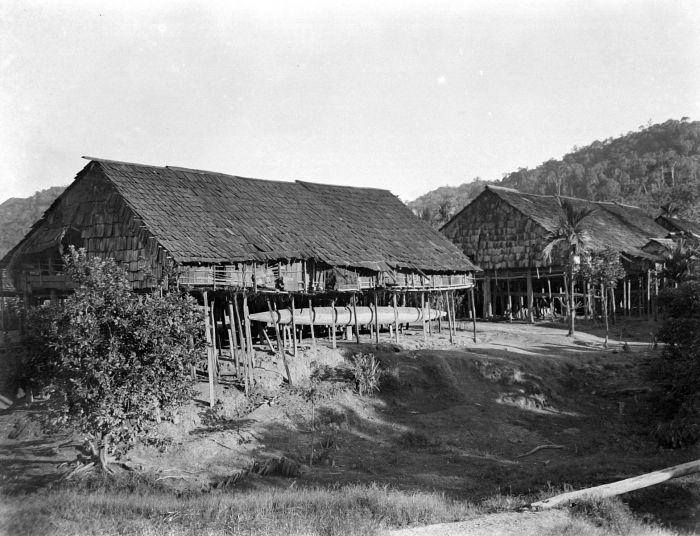
Longue maison Kenyah
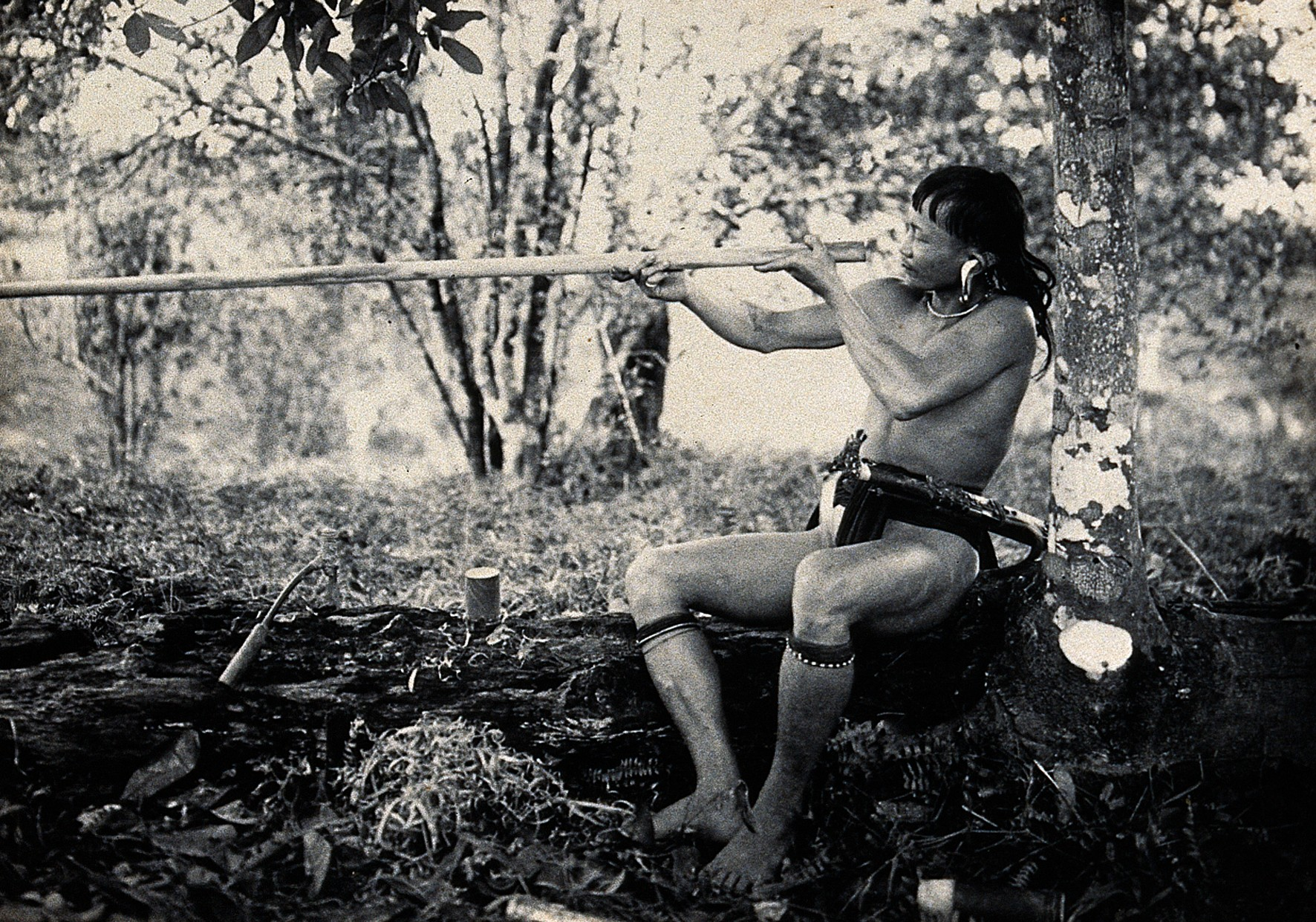
Un kenyah teste sa sarbacane
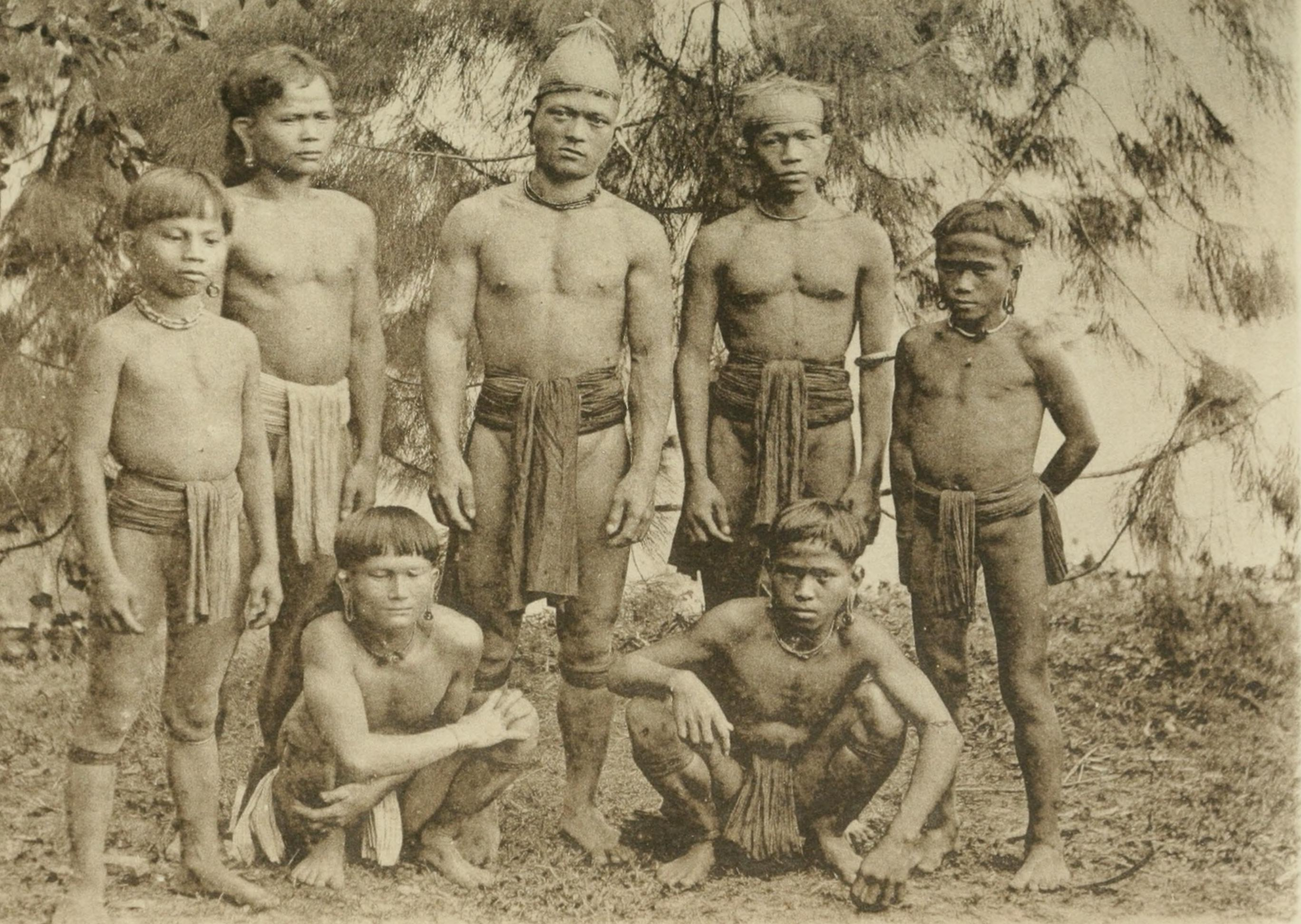
Groupe de kenyahs (1912)